# Nationaal Kampioenschap Dweilorkesten
Het Nationaal Kampioenschap Dweilorkesten (NKD) is een competitie die jaarlijks in de zomer wordt gehouden voor dweilorkesten, om de strijd voor de nationale titel.

## Historie
In voorgaande jaren werd dit toernooi/festival gehouden in Bodegraven, maar sinds 2005 in Voorthuizen.
Uitslag competities:
- Winnaar 2000: Eigenheimers
- Winnaar 2001: Roodneuzen
- Winnaar 2002: Love Hendels
- Winnaar 2003: Love Hendels
- Winnaar 2004: Love Hendels
- Winnaar 2005: Boere Soul Stampers (na een loting met de Love Hendels, die met evenveel punten eindigden.)
- Winnaar 2006: Boere Soul Stampers
- Winnaar 2007: Boere Soul Stampers
- Winnaar 2008: Deurdweilers
- Winnaar 2009: Dweilorkest De Menaemer Feintsjes
- Winnaar 2010: Dweilorkest De Menaemer Feintsjes
- Winnaar 2011: Dweilorkest De Menaemer Feintsjes
- Winnaar 2012: Dubent
- Winnaar 2013: Dweilorkest De Menaemer Feintsjes